# Бинг, Джордж, 1-й виконт Торрингтон
Джордж Бинг, 1-й виконт Торрингтон, KB PC — (англ. George Byng, 1st Viscount Torrington, KB PC) — (1668 — 17 января 1733) — британский адмирал и государственный деятель Великобритании в конце XVII начале XVIII века.

## Биография
Джордж Бинг родился в деревне Рутхэм в графстве Кент, уже в возрасте 10 лет он поступил на службу в королевский военно-морской флот Великобритании в качестве писаря короля. Затем на какое то время покинул флот и служил в армейском гарнизоне Танжера. Вернулся во флот в звании лейтенанта. В 1688 году значительно способствовал переходу Королевского флота на сторону короля Вильгельма III Оранского во время Славной революции, этот факт впоследствии благотворно повлиял на карьеру Бинга.
В 1702 году Бинг стал капитаном военного корабля Нассау и принял участие в в захвате и сожжении французского флота в заливе Виго под командование Джорджа Рука. В следующем году Джордж Бинг получил звание контр-адмирала. В 1704 году совершал плавание в Средиземном море, под командованием сэра Клудесли Шовелла участвовал в захвате Гибралтара. Получил рыцарство за участие в Битве у Малаги.

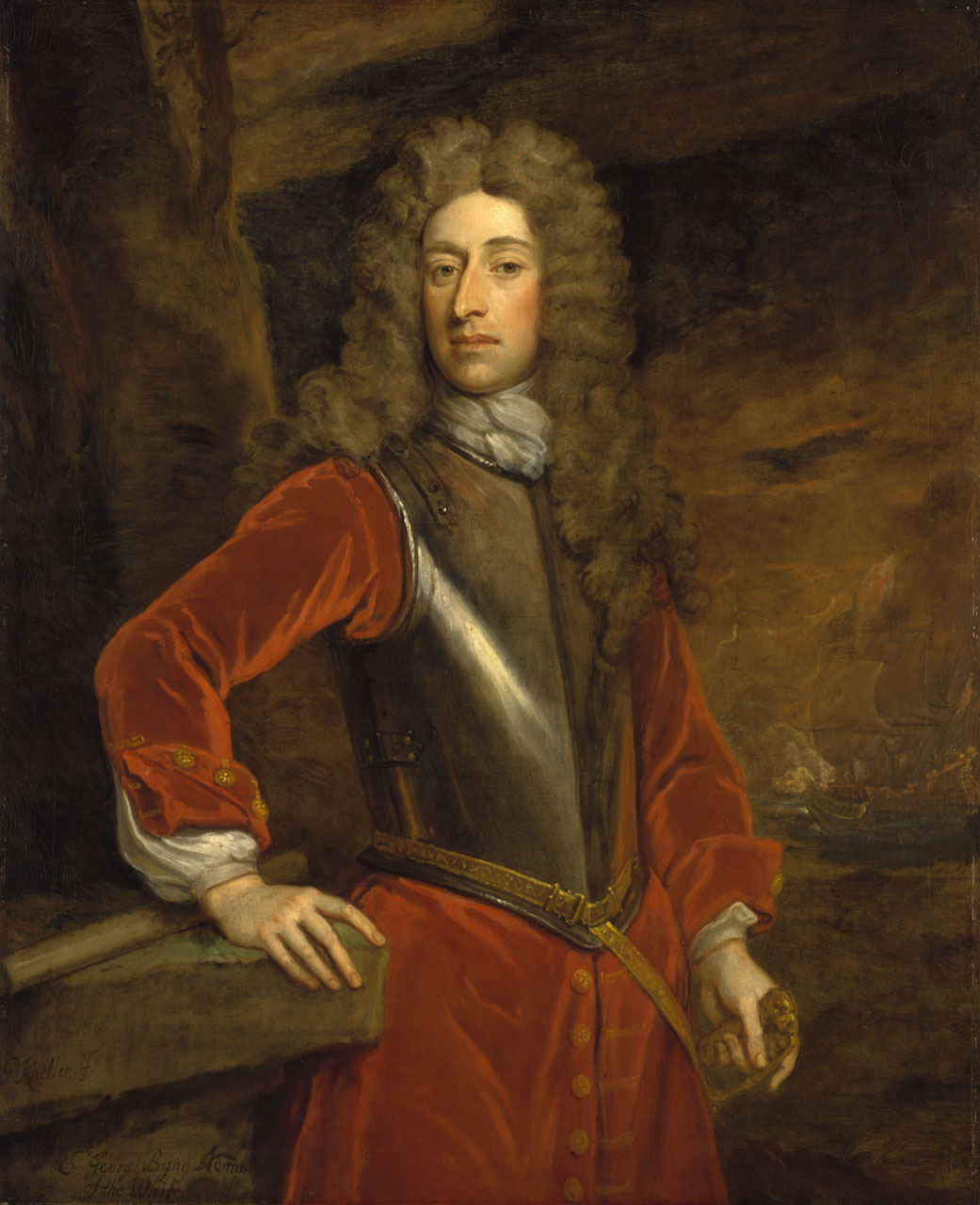
Джордж Бинг
Портрет кисти Готфрида Кнеллера

В 1708 году Джордж Бинг получил звание адмирала, в этом же году Бинг предотвратил попытку высадки в Шотландии войск якобитов и французов во главе с претендентом на английский престол Яковом III.
В 1718 году Бинг одержал победу над испанской эскадрой в Сражении у мыса Пассаро, предотвратив тем самым попытку захвата испанцами Сицилии. После этой победы вёл переговоры с различными представителями итальянских государств от имени британской короны. В 1719 году помог немцам взять Мессину и уничтожил остававшиеся испанские корабли, что в конечном итоге склонило испанского короля к миру.
По возвращении в Англию, король Георг I сделал Джорджа Бинга членом Тайного совета Великобритании, а также пожаловал ему два титула — Барона Бинг Саутхилл в Бедфорде и виконта Торрингтон в Девоне.
В 1725 году Бинг был награждён орденом Бани. В 1727 году, после вступления на трон короля Георга II Бинг был назначен Первым Лордом Адмиралтейства.
У Джорджа Бинга было 15 детей, многие из которых предпочли также военную карьеру. Его четвёртым сыном был будущий адмирал Джон Бинг, расстрелянный из-за того, что в сражении при Минорке «не сделал всего, что от него зависело» для победы британцев.
Джордж Бинг умер 17 января 1733 года в британской столице. 
Потомки Бинга до сих пор сохраняют за собой титул виконта Торрингтон.